# Thalassarche
Thalassarche är ett fågelsläkte i familjen albatrosser inom ordningen stormfåglar. Släktet omfattar åtta arter:
- Mindre albatross (T. chlororhynchos)
- Gulnäbbad albatross (T. carteri)
- Gråhuvad albatross (T. chrysostoma)
- Svartbrynad albatross (T. melanophris)
- Vitpannad albatross (T. bulleri)
- Gråkindad albatross (T. cauta)
- Gråryggig albatross (T. salvini)
- Chathamalbatross (T. eremita)